# Sète Natation Entente Dauphins-Dockers
Le Dauphins FC Sète est un club de natation sportive et de water polo français fondé en 1907 et basé à Sète. Les Dauphins évoluent en championnat de France de water polo.
À sa création, le club s'appelle Cette Sports. Il devient section du Football Club de Sète en 1919.
Le DFC Sète est à l'initiative de la traversée de Sète, course mythique, dans le Canal à travers ville. Indépendante, la section est affiliée à la Fédération française de natation.
Le club prend un essor déterminant lors des années 1990. Et depuis ces années, ce club héraultais approvisionne les équipes de France de joueurs formés par les entraîneurs locaux. Dans les années 2000, l'équipe première de water-polo évolue dans le championnat élite et est finaliste de la coupe de France en septembre 2009.
En 2014 le club se rapproche des Dockers Club Sétois pour former la Sète Natation Entente Dauphins-Dockers ou Sète Natation EDD.

Ancien logo.